# Juan Arcocha
Juan Arcocha (Santiago de Cuba, 7 de noviembre de 1927-París, 7 de mayo de 2010) fue un abogado, escritor, periodista, traductor e intérprete cubano.

## Biografía
Nació en la ciudad de Santiago de Cuba el 7 de noviembre de 1927. Realizó estudios de Derecho graduándose de abogado, oficio que nunca ejerció, además estudió periodismo e idiomas, por lo que a raíz del derrocamiento de la dictadura de Fulgencio Batista, fue nombrado corresponsal en Moscú del diario cubano Revolución y luego agregado de prensa de la Embajada de Cuba en París.
Desde  el 20 de febrero al 15 de marzo de 1960 sirvió de intérprete a los intelectuales franceses Jean Paul Sartre y Simone de Beauvoir, en ocasión de la primera visita de ambos a Cuba.
El libro de memorias colectivas La Habana 1952-1961. El final de un mundo, el principio de una ilusión, coordinado por el escritor cubano de origen hebreo-polaco Jacobo Machover,  incluye un capítulo sobre este viaje de los intelectuales franceses a Cuba en 1960, en el que Juan Arcocha expresa que el viaje de Jean Paul Sartre a La Habana difundió por el mundo la imagen de una revolución alegre;  sin embargo, no se dio cuenta el ilustre francés, que «eran los cubanos y no la revolución quien bailaba».
En Moscú fue consultor del cineasta soviético Serguéi Nikoláievich Kólosov para la filmación de la película La novela cubana en 1962.Durante su estancia en la Unión Soviética se casó con la investigadora y traductora ucraniana de origen judío Zoia Barash, con quien se trasladó a vivir a Cuba.  El matrimonio duró sólo unos meses.
En 1962 se publicó en Cuba su novela Los muertos andan solos, que tuvo una buena acogida  por el público.  Una novela  álgida, a  contracorriente de  los reglamentos implantados en la literatura cubana. El uso y abuso en esta novela de las llamadas "malas palabras" levantó ronchas y  desde entonces fue silenciado y convertido en un indeseado, nunca más fue publicada una obra suya. En los años 1963 y 1964 impartió clases de francés en el Instituto Preuniversitario Especial “Raúl Cepero Bonilla”, en el barrio habanero de La Víbora.
Decepcionado por el rumbo que tomó esa revolución en la cual había creído fervientemente, al implantarse sobre él una especie de cuarentena, abandonó Cuba en 1966 para establecerse en París. Fue a raíz del Caso Padilla, y en solidaridad con quien fuera su amigo, que rompe definitivamente con el régimen cubano en 1971. En Europa por su condición de políglota, trabajó muchos años como traductor e intérprete en numerosas conferencias de organismos internacionales, entre ellos la ONU, la UNESCO y la FAO. Arcocha murió en la mañana del viernes 7 de mayo de 2010 en París. Deja una vasta y poca estudiada obra literaria de gran éxito, traducida a varios idiomas.
La Colección de Herencia Cubana (Cuban Heritage Collection) de la Universidad de Miami posee una compilación de documentos de Juan Arcocha, que contiene borradores de trabajo en español, francés e inglés, en un  número considerable de manuscritos y notas de libros.

## Obras publicadas
- Los muertos andan solos – Ediciones R, 1962 (único libro publicado en Cuba en vida del autor).
- A candle in the wind – L. Stuart , 1.967.
- Por cuenta propia –  Plaza & Janés, 1970.
- La bala perdida – Plaza & Janés, 1973.
- Fidel Castro en rompecabezas – Ed. ERRE, 1973.
- Operación viceversa – Ed. ERRE, 1976.
- Tatiana y los hombres abundantes – Argos Vergara, 1982. (Verbum, 2007)
- La conversación – Linden Lane Press, 1983.
- Tatiana et les hommes abondants. Broché, 2004
- El tiburón vegetariano – Editorial Verbum, S.L., 2010.
- Los baños de canela – Ediciones Universal 1988. (Letras Cubanas, 2010. Publicado en Cuba tras la muerte del autor).[8]